# Filipe Mota
Filipe Mota (Odivelas), 7 de mayo de 1984 es un jugador de balonmano portugués. Juega en la posición de central.
Empezó en el año 1994 en las categorías inferiores del Ginásio Odivelas, club donde estuvo hasta 2002. Ese mismo año fue fichado por el FC Porto donde estuvo 11 temporadas, dos de ellas entre 2004 y 2006 cedido en SC Espinho y CP Almería.
Después de dejar el FC Porto fichó en 2013 por el Győri ETO KC, en  2014 estuvo en el CS Energia Pandurii y en 2015 fichó por el Csurgói KK húngaro.
En 2016 después de sus aventuras por Hungría y Rumania siguió su carrera en España de la mano del BM Anaitasuna, club donde estuvo 2 temporadas y consiguió anotar 121 goles en 45 partidos. En 2018 fichó el CB Huesca donde estuvo también 2 años donde marcó 113 goles en 52 partidos.
En 2020 firmó con el BM Nava, club donde militó hasta 2022.

## Trayectoria
- FC Porto (2002-2013)
- → SC Espinho (2004-2005)
- → CP Almería (2005-2006)
- Győri ETO KC (2013-2014)
- CS Energia Pandurii (2014-2015)
- Csurgói KK (2015-2016)
- BM Anaitasuna (2016-2018)
- CB Huesca (2018-2020)
- BM Nava (2020-2022)